# میکائلا ولف
میکائلا ولف (انگلیسی: Mikaela Wulff؛ زادهٔ ۲۴ آوریل ۱۹۹۰) قایقران قایق بادبانی اهل فنلاند است.